# Pero provoensis
Pero provoensis là một loài bướm đêm trong họ Geometridae.